# 泰特羅湖

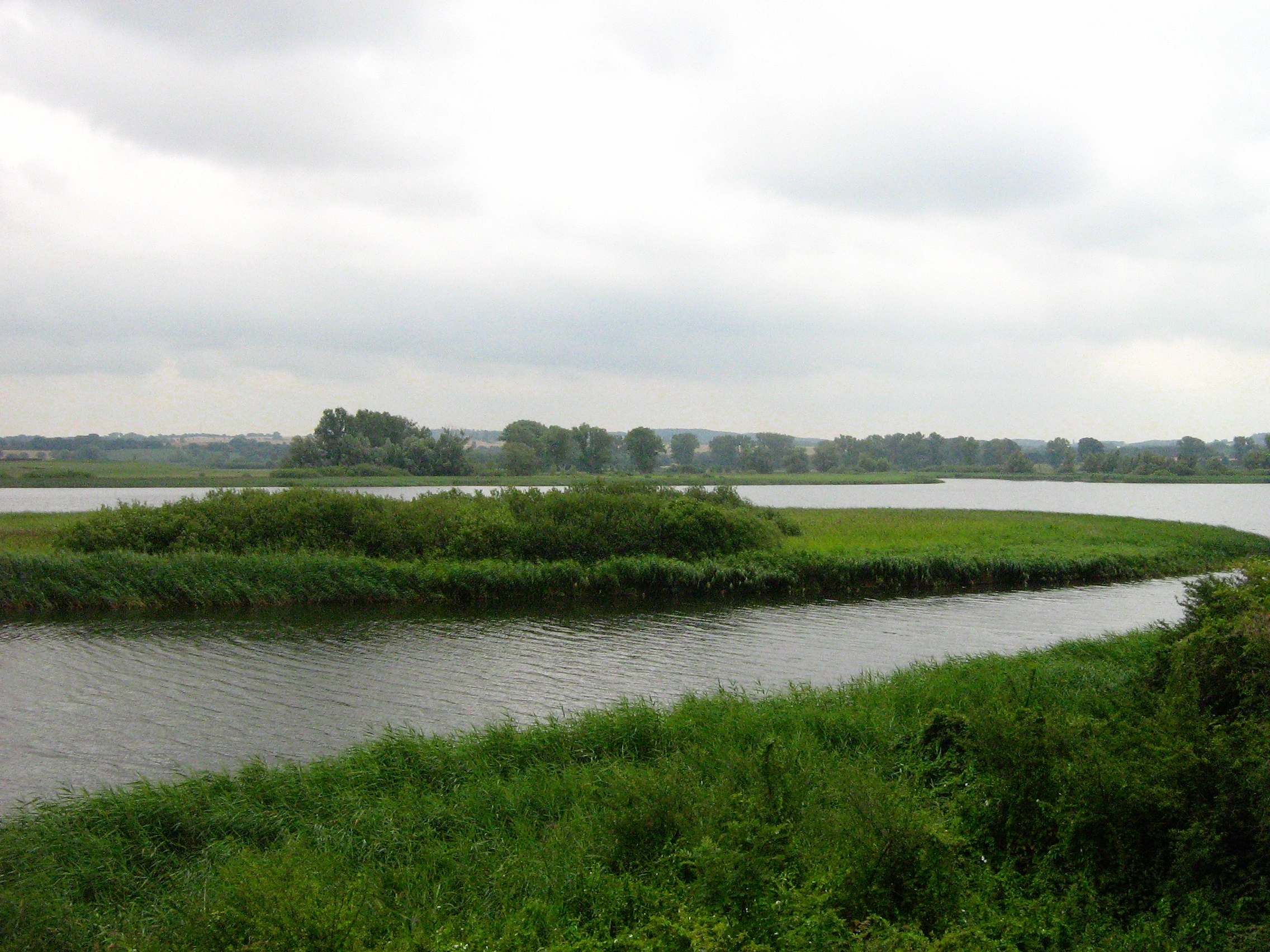

53°47′29″N 12°36′28″E / 53.791389°N 12.607778°E
泰特羅湖（德語：Teterower See），是德國的湖泊，位於該國東北部梅克倫堡-前波美拉尼亞州，由羅斯托克郡負責管轄，長3.3公里、寬1.9公里，面積3.4平方公里，海拔高度2米，平均水深4米，最大水深11米，湖岸線長度15公里，水體容量1,357萬立方米。